# Bassillon-Vauzé
Bassillon-Vauzé is een gemeente in het Franse departement Pyrénées-Atlantiques (regio Nouvelle-Aquitaine) en telt 72 inwoners (2009). De plaats maakt deel uit van het arrondissement Pau.

## Geografie
De oppervlakte van Bassillon-Vauzé bedraagt 5,1 km², de bevolkingsdichtheid is dus 14,1 inwoners per km².
De onderstaande kaart toont de ligging van Bassillon-Vauzé met de belangrijkste infrastructuur en aangrenzende gemeenten.

## Demografie
Onderstaande figuur toont het verloop van het inwonertal (bron: INSEE-tellingen).

1. ↑  Populations de référence 2022.